# Suecia en la Copa Mundial de Fútbol de 1978
La selección de Suecia fue uno de los 16 equipos participantes en la Copa Mundial de Fútbol de 1978. torneo que se llevó a cabo del 1 al 25 de junio en Argentina.
Fue la séptima participación de Suecia, que formó parte del Grupo 3, junto a Austria, Brasil y España.

## Clasificación

### Tabla de posiciones
| Equipo  | Pts | PJ | PG | PE | PP | GF | GC | Dif |
| ------- | --- | -- | -- | -- | -- | -- | -- | --- |
| Suecia  | 6   | 4  | 3  | 0  | 1  | 7  | 4  | 3   |
| Noruega | 4   | 4  | 2  | 0  | 2  | 3  | 4  | -1  |
| Suiza   | 2   | 4  | 1  | 0  | 3  | 3  | 5  | -2  |

### Partidos
| Fecha                   | Lugar     | Partido | Partido | Partido | Partido | Partido |
| ----------------------- | --------- | ------- | ------- | ------- | ------- | ------- |
| 16 de junio de 1976     | Estocolmo | Suecia  |         | 2:0     |         | Noruega |
| 9 de octubre de 1976    | Basilea   | Suiza   |         | 1:2     |         | Suecia  |
| 8 de junio de 1977      | Estocolmo | Suecia  |         | 2:1     |         | Suiza   |
| 7 de septiembre de 1977 | Oslo      | Noruega |         | 2:1     |         | Suecia  |

## Jugadores
| #  | Nombre               | Posición      | Edad | Club                   |
| -- | -------------------- | ------------- | ---- | ---------------------- |
| 1  | Ronnie Hellström †   | Portero       | 29   | 1. FC Kaiserslautern   |
| 2  | Hasse Borg           | Defensor      | 24   | Eintracht Braunschweig |
| 3  | Roy Andersson        | Defensor      | 28   | Malmö FF               |
| 4  | Björn Nordqvist      | Defensor      | 35   | IFK Göteborg           |
| 5  | Ingemar Erlandsson † | Defensor      | 20   | Malmö FF               |
| 6  | Staffan Tapper       | Mediocampista | 29   | Malmö FF               |
| 7  | Anders Linderoth     | Mediocampista | 28   | Olympique de Marsella  |
| 8  | Bo Larsson           | Mediocampista | 34   | Malmö FF               |
| 9  | Lennart Larsson      | Mediocampista | 24   | FC Schalke 04          |
| 10 | Thomas Sjöberg       | Delantero     | 25   | Malmö FF               |
| 11 | Benny Wendt          | Delantero     | 27   | 1. FC Kaiserslautern   |
| 12 | Göran Hagberg        | Portero       | 30   | Östers IF              |
| 13 | Magnus Andersson     | Defensor      | 20   | Malmö FF               |
| 14 | Roland Åhman         | Defensor      | 21   | Örebro SK              |
| 15 | Torbjörn Nilsson     | Delantero     | 23   | IFK Göteborg           |
| 16 | Conny Torstensson    | Delantero     | 28   | FC Zürich              |
| 17 | Jan Möller           | Portero       | 24   | Malmö FF               |
| 18 | Olle Nordin          | Mediocampista | 28   | IFK Göteborg           |
| 19 | Kent Karlsson        | Defensor      | 32   | IFK Eskilstuna         |
| 20 | Roland Andersson     | Defensor      | 28   | Malmö FF               |
| 21 | Sanny Åslund         | Delantero     | 25   | AIK Fotboll            |
| 22 | Ralf Edström         | Delantero     | 25   | IFK Göteborg           |
| DT | Georg Ericson †      |               |      |                        |

## Participación

### Primera ronda

#### Grupo 3
| Equipo  | Pts | PJ | PG | PE | PP | GF | GC |
| ------- | --- | -- | -- | -- | -- | -- | -- |
| Austria | 4   | 3  | 2  | 0  | 1  | 3  | 2  |
| Brasil  | 4   | 3  | 1  | 2  | 0  | 2  | 1  |
| España  | 3   | 3  | 1  | 1  | 1  | 2  | 2  |
| Suecia  | 1   | 3  | 0  | 1  | 2  | 1  | 3  |

| 3 de junio de 1978 | Suecia      | 1:1 (1:1) | Brasil       | Est. José M. Minella, Mar del Plata                              |                                                                  |
|                    | Sjöberg 37' | Reporte   | Reinaldo 45' | Asistencia: 32.569 espectadores Árbitro(s): Clive Thomas (Gales) | Asistencia: 32.569 espectadores Árbitro(s): Clive Thomas (Gales) |

| 7 de junio de 1978 | Austria           | 1:0 (1:0) | Suecia | Est. José Amalfitani, Buenos Aires                                        |                                                                           |
|                    | Krankl 42' (pen.) | Reporte   |        | Asistencia: 41.424 espectadores Árbitro(s): Charles Corver (Países Bajos) | Asistencia: 41.424 espectadores Árbitro(s): Charles Corver (Países Bajos) |

| 11 de junio de 1978 | España     | 1:0 (0:0) | Suecia | Est. José Amalfitani, Buenos Aires                                               |                                                                                  |
|                     | Asensi 75' | Reporte   |        | Asistencia: 46.765 espectadores Árbitro(s): Ferdinand Biwersi (Alemania Federal) | Asistencia: 46.765 espectadores Árbitro(s): Ferdinand Biwersi (Alemania Federal) |